# حاكم عام نيوزيلندا
حاكم عام نيوزيلندا (بالإنجليزية: Governor-General of New Zealand، وبالماورية: Te Kāwana Tianara o Aotearoa)، واسمه الرسميّ الكامل الحاكم العام والقائد الأعلى لمملكة نيوزيلندا هو الحاكم الذي ينوب عن عاهل المملكة المتحدة في نيوزيلندا. وهو واحد من خمسة عشر حاكمًا في عالم كومنولث. يقوم عاهل المملكة المتحدة (وهو في الوقت الحالي الملك تشارلز الثالث) بتعيينهم بتزكية من رئيس وزراء نيوزيلندا، للاضطلاع بمهام العاهل الدستوريّة والشرفيّة والمجتمعيّة في بلده.
ترجع أصول المنصب الحالي إلى عام 1839 حين كُلِّفت مستعمرة نيو ساوث ويلز بإدارة نيوزيلندا، وما ترتب على ذلك من تولي حاكم المستعمرة لولايتها القضائيَّة. ولكن أصبحت نيوزيلندا في العام التالي مستعمرة بحد ذاتها، ويديرها حاكم خاص. لم يتبلور المفهوم الحديث لمنصب الحاكم العام وماهية مهامه حتى سنة 1917. يخضع المنصب حاليًا لما جاء بتكليف براءة التملك الصادر عام 1983 حيث ينصّ على أنَّ الحاكم العام هو القائد الأعلى للقوات المسلَّحة على نيوزيلندا وتبعياتها الملكيَّة. تتضمن المهام الدستوريَّة الواقعة على عاتق الحاكم العام تَرؤُّس المجلس التنفيذي، وتعيين الوزراء والقضاة، ومنح الموافقة الملكيَّة للتشريعات، ودعوة برلمان نيوزيلندا للانعقاد وفضّه. يمارس الحاكم العام هذه المهام بالتوافق مع توصيات الحكومة النيوزيلنديَّة المُنتخبة. كذلك يمارس الحاكم العام دورًا شرفيًا هامًا يشتمل على استضافته للفعاليات في دار الحكومة الواقع في العاصمة ويلينغتون، وسفره عبر أنحاء البلاد من أجل افتتاح المؤتمرات وما إلى ذلك. كما يلعب الحاكم العام دورًا مجتمعيًا من خلال تشجيع الأفراد والجماعات على المشاركة والانخراط الفعّال في المجتمع من حولهم. يُعدّ الحاكم العام مُمثِّلًا عن دولة نيوزيلندا عند سفره إلى الخارج، ولهذا يَعتبره البعض فعليًا رأس الدولة بحكم الأمر الواقع.
كان يُطلق على الحاكم العام قبل سنة 1917 لقب «الحاكم»، وكان في الماضي يمثل العاهل البريطاني وحكومة المملكة المتحدة، ومن ثم شغل هذا المنصب العديد من السياسيين البريطانيين، غير أن الحاكم العام صار (بعد صدور تشريع وستمنستر 1947) المُمثّل الشخصي لملك نيوزيلندا، مستقلًا عن الملكية البريطانية، وأصبح السير دينيس بلوندل سنة 1972 أول حاكم عام لنيوزيلندا من مواليد نيوزيلندا.
في سنة 1983 أصدرت الملكة إليزابيث الثانية براءة تمليك تمنح الحاكم العام سلطات الملك أو الملكة بالإنابة، ومنذ ذلك الحين ينظر البعض إلى الحاكم العام باعتباره رأس الدولة الفعلي. وتشمل المهام الدستورية للحاكم العام رئاسة المجلس التنفيذي وتعيين الوزراء والقضاة وحل البرلمان ومنح الموافقة الملكية للتشريعات وإصدار الأوامر بتنظيم الانتخابات ومنح الألقاب التشريفية.
جرت العادة على تعيين الحاكم العام لولاية قدرها خمس سنوات قابلة للتمديد لفترات صغيرة. تتولى وزارة شؤون رئيس الوزراء ومجلس الوزراء تأمين الدعم الإداري الذي يحتاجه الحاكم العام.
لا يوجد نص تشريعي ينص على تحديد مدة ولاية الحاكم العام لنيوزيلندا، غير أن المتعارف عليه بصفة عامة أنه يشغل منصبه لخمس سنوات. وقد تولت الحاكمة العامة الحالية ـ السيدة باتسي ريدي ـ منصبها منذ 28 سبتمبر 2016 خلفًا للسير جيري ميتاباري بتزكية من رئيس الوزراء جون كي.

## التعيين
يقع على عاتق عاهل نيوزيلندا تعيين الحاكم العام من خلال تفويضٍ مصدَّق بختم دولة نيوزيلندا يُعرف باسم «شروط التعيين».
يمكِّن العهد الدستوري الذي اُعتمِد عقب إجراء المؤتمر الإمبراطوريّ في عام 1930، من تعيين الحاكم العام بناءً على توجيهات الحكومة النيوزيلنديَّة. ومع ذلك، لم يُقم رئيس وزراء نيوزيلندا بممارسة هذا الحق بشكلٍ مباشر إلَّا حتى عام 1967، عندما شهدت البلاد تعيين الحاكم العام السير أرثر بوريت بناءً على التوصية المُقدَّمة من جانب رئيس الوزراء حينها كيث هوليوك ليصبح أول حاكم عام من مواليد نيوزيلندا يتبوأ المنصب. يقوم رئيس الوزراء في الوقت الحاضر بالتوقيع مقابلةً على شروط التعيين عند تعيين حاكم عام جديد للبلاد حتى يدلِّل على مسؤوليته في تقديمِ المشورة حيال التعيين.

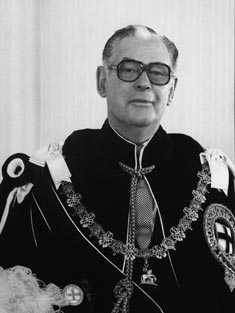
كان تعيين رئيس الوزراء السابق السير كيث هوليوك في منصب الحاكم العام عام 1977 قد أثار جدلًا لفترة قصيرة.

كانت توصيات رئيس الوزراء فيما يخص تعيين الحاكم العام في بعض الأحيان ناتجة عن قرار اتخذه مجلس الوزراء وليس رئيس الوزراء وحده. ليس هناك ما يشترط صدور توصية عن مجلس الوزراء على وجه الخصوص، ولذلك ففي بعض الحالات السابقة كان رئيس الوزراء قد أصدر توصيته لتعيين حاكم عام دون الرجوع إلى مجلس الوزراء. تتولى وزارة شؤون رئيس الوزراء ومجلس الوزراء منذ عام 1980 مهمة إعداد قائمة قصيرة للمرشحين المقترحين لتبوء منصب الحاكم العام. هذا وقد جرت العادة على استشارة زعيم المعارضة بخصوص التعيين، ولكن لم يطبَّق هذا التقليد دائمًا في السابق.
وقعت المرة الوحيدة التي أثار فيها تعيين الحاكم جدلًا في الشارع والرأي العام النيوزيلنديّ حينما عُيِّن رئيس الوزراء السابق من الحزب الوطنيّ السير كيث هوليوك في المنصب عام 1977. هذا وقد كان هوليوك حينها يخدم كوزير دولة على رأس عمله. اشتكى زعيم المعارضة بيل رولينغ من عدم استشارة رئيس الوزراء روبرت مولدون له بخصوص هذا التعيين. وأشار صراحةً إلى أنَّه كان سيوصي بتعيين السير إدموند هيلاري بدلًا منه (انتقدت الحكومة تصريح رولينغ بسبب دعم السير إدموند هيلاري لحزب العمَّال المعارض في عام 1975). اعتبرَ العديد من المعلِّقين تعيين أحد قادة الأحزاب أو حتى تعيين أي شخص مقرَّب لحزب سياسيّ في المنصب، خطوة غير ملائمة، ولكن رغم خلفية هوليوك السياسيَّة لم يقم الأخير بأي شيء يمكن اعتباره مخالفًا لمهامه بطريقة حزبيَّة. كما أنَّه بقي في منصبه لمدة ثلاث سنوات فقط. ومنذ حينها أصبح رئيس الوزراء يأتمن زعيم المعارضة بشأن عملية الترشيح، لتجنب وقوع أي سجال حزبيّ.
هيمن المحامون والقضاة بدايةً من تعيين السير ديفيد بيتي عام 1980 على مهم الذين شغِلوا منصب الحاكم العام. اُرْتُئِيَ أنَّ فهم القانون الدستوري هو شرط أساسي مهم للترشح للمنصب، وجاء ذلك عقب اعتماد البلاد لنظام تمثيل النسبيّ المختلط.
كان هناك تكهنات متقطعة حيال تولي أحد أفراد العائلة المالكة للمنصب. في عام 2004، سأل عضو البرلمان عن الحزب الوطني ريتشارد وورث رئيسة الوزراء هيلين كلارك حيال ما إذا أخذت بعين الاعتبار ترشيح إيرل ساسكس ليشغل المنصب.

### مراسم أداء القسم

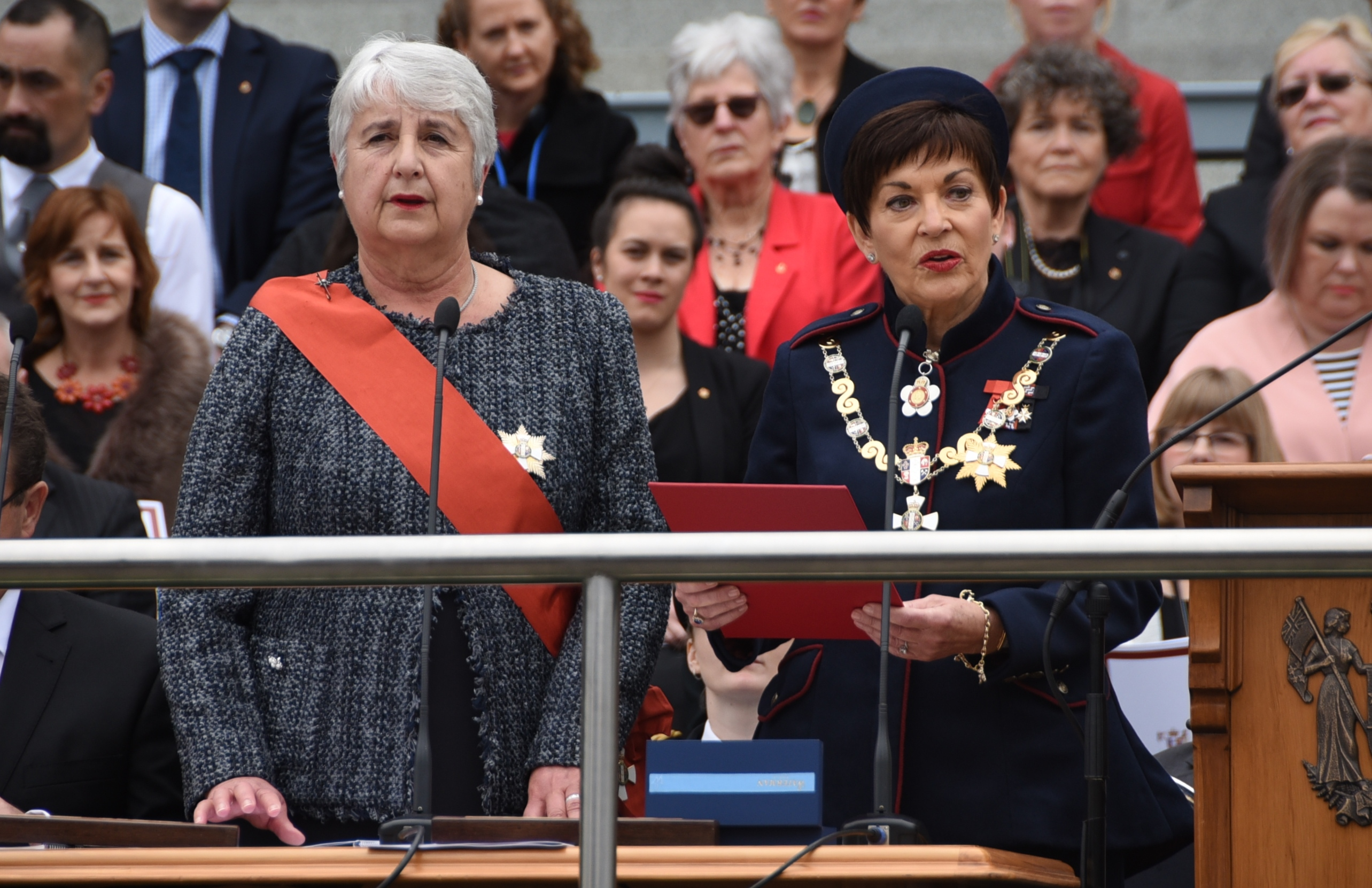
الحاكمة العامَّة لنيوزيلندا السيدة باتسي ريدي (على اليمين) بعد أدائها لقسم تسلّمها المنصب من جانب كبيرة القضاة السيدة سيان إلياس بتاريخ 28 سبتمبر عام 2016.

يجب قراءة تفويض تعيين الحاكم العام على الملأ بحضور كبير القُضاة وأعضاء المجلس التنفيذيّ قبل مباشرة الحاكم العام لمهامه حيث يجب عليه أو عليها أداء القسم (أو التأكيد) الخاص بالمنصب الذي يشرف عليه قاضي المحكمة العُليا.

### مقترحات اللجوء للانتخاب
ظهرت من وقت لآخر عدد من المقترحات التي دعت إلى اللجوء إلى انتخاب الحاكم العام. احتوى قانون دستور نيوزيلندا لسنة 1852 (الذي وضع مسودته الحاكم جورج غراي) على بند خاص بانتخاب البرلمان النيوزيلندي للحاكم. بيدَّ أنَّ هذا البند أُزيل من التشريع النهائيّ، ولعل السبب المُرجَّح وراء ذلك هو رغبة المكتب الاستعماريّ في إبقاء الحكومة الاستعماريَّة لنيوزيلندا تحت سيطرته. وفي عام 1887، نقل السير جورج غراي الذي كان حينها رئيس وزراء سابق، مشروع قانون انتخاب الحاكم لتجعل من منصب الحاكم منصبًا يتحدد بالانتخاب. فشل مشروع القانون هذا بالإقرار حيث نال 46 صوتًا لصالحه، مقابل 48 صوتًا ضده، وذلك على خلفية معارضة حكومة رئيس الوزراء هاري أتكنسون للمقترح. في عام 1889، حاول غراي مجددًا تحقيق فكرة انتخاب الحاكم من خلال اقتراحه لمشروع قانون جديد يجعل من انتخاب أحد «الرعايا البريطانيين» لمنصب الحاكم بصورة مطابقة تمامًا لعملية الانتخاب البرلمانيَّة على مستوى كل مقاطعة.
في عام 2006، اقترح الصحفي والمعلِّق السياسي النيوزيلنديّ كولين جيمس انتخاب الحاكم العام (أو بصورةٍ أدق ترشيح الملكة له) بحصوله على غالبية لا تقل عن ستين بالمئة من الأصوات المُدلاة له في البرلمان. رأى جيمس وجوب منح الشارع النيوزيلنديّ حق الاختيار بين ممثِّلي الملكة، معتبرًا النظام الحالي غير ديمقراطي ويفتقر إلى الشفافية. لا ينحصر نظام ترشيح وتعيين الحاكم العام على نيوزيلندا حيث يجري ترشيح المؤهلين إلى منصب الحاكم العام في كل من بابوا غينيا الجديدة، وجزر سليمان، بنفس هذه الطريقة. انتقد خبير القانون الدستوري والرئيس السابق لمنظّمة مَلكية نيوزيلندا الأستاذ نويل كوكس هذا المُقترح مدَّعيًا أنَّ: «منح الحاكم العام لمصدر جديد ومُنفصل من الشرعية الديمقراطيَّة يمكن أن يؤدّي إلى حدوث شرخ بين الوزراء والحاكم العام. ... حيث سيكون للحاكم العام تفويضهم الشعبيّ المستقل، وقد يصبحون منافسين سياسيين محتملين للوزراء».
في فبراير 2008، اقترحت منظَّمة جمهورية نيوزيلندا انتخاب الحاكم العام كخطوة انتقاليَّة باتجاه جعل نيوزيلندا دولة جمهوريَّة، حيث اعتبرت أنَّ من شأن «انتخاب الحاكم العام السماح بانتقال أسهل إلى الجمهورية لأن السكان معتادون على انتخاب شخص ما كرئيس شرفيّ للدولة بحكم الأمر الواقع». اقترح عضو البرلمان عن حزب الخضر كيث لوك قيام البرلمان بتوصية تعيين الحاكم العام الجديد للملكة بنسبة تصويت ثلاثة أرباع أعضاءه. وقد جاء هذا بالتزامن مع إدخال قانون الحاكم العام لسنة 2010. اقترحت الحركة الجمهوريَّة في عرضها على اللجنة المُختارة المعنية بالنظر في مشروع القانون، أن يقوم البرلمان بتعيين الحاكم العام المُقبل بأغلبية ثلاثة أرباع، بالإضافة إلى حصول ترشيحه على تأييد غالبية قادة الأحزاب في البرلمان، مع بقاء مدة الولاية البالغة خمسة سنوات وآلية الفصل على حالها دون تغيير. تساءلت عضو البرلمان من الحزب الوطني نيكي كاي عما إذا كان يمكن للعديد من الأحزاب التي لديها عضو واحد في البرلمان، استخدام حق النقض قرارات التعيين، والتي تمكِّنهم من التمتع بصلاحية واسعة في هذا الشأن على اعتبار احتساب صوت واحد لكل قائد حزب. ردَّت الحركة الجمهوريَّة بأنَّ هذه الطريقة ستضمن إجراء التعيينات التي يعتبرها معظم النواب والأحزاب مقبولة.

## الولاية
يتولى الحاكم العام منصبه في خدمة العاهل بموجب ما ينصّ عليه الشرط الثاني من شروط براءة التمليك لسنة 1983. جرت العادة على بقاء الفرد المُعيَّن في منصبه لمدة لا تقل عن خمسة سنوات قابلة للتمديد. تُحدَّد شروط تعيين الحاكم العام مدة استمراره في منصبه. على سبيل المثال، كانت مدة ولاية السيدة سيلفيا كارترايت قد بلغت الخمس سنوات بتاريخ 4 أبريل عام 2006، ولكن مُدِّدت ولايتها كحاكمة عامة لأربعة أشهر إضافيَّة، بعدما اعتبرت رئيسة الوزراء هيلين كلارك أنَّ «اختيار وعملية تعيين [حاكم عام جديد يجب أن] لا تتزامن مع فترة ما قبل إجراء الانتخابات».
| الرقم       | الاسم                                | صورة              | فترة الولاية   | فترة الولاية   | مدة الولاية       | العاهل           | رئيس الوزراء  |
| كملازم حاكم | كملازم حاكم                          | كملازم حاكم       | كملازم حاكم    | كملازم حاكم    | كملازم حاكم       | كملازم حاكم      | كملازم حاكم   |
| ----------- | ------------------------------------ | ----------------- | -------------- | -------------- | ----------------- | ---------------- | ------------- |
| 1           | ويليام هوبسون                        |                   | 30 يناير 1840  | 3 مايو 1841    | 1 سنة و93 أيام    | فيكتوريا         | لا أحد        |
| كحاكم       |                                      |                   |                |                |                   |                  |               |
| 1           | ويليام هوبسون                        |                   | 3 مايو 1841    | 10 سبتمبر 1842 | 1 سنة و130 أيام   | فيكتوريا         | لا أحد        |
| 2           | روبرت فيتزروي                        |                   | 26 ديسمبر 1843 | 17 نوفمبر 1845 | 1 سنة و326 أيام   | فيكتوريا         | لا أحد        |
| 3           | السير جورج غري                       |                   | 18 نوفمبر 1845 | 31 ديسمبر 1853 | 8 سنوات و43 أيام  | فيكتوريا         | لا أحد        |
| 4           | توماس غور براون                      |                   | 6 سبتمبر 1855  | 2 أكتوبر 1861  | 6 سنوات و26 أيام  | فيكتوريا         |               |
| 4           | توماس غور براون                      | هنري سيويل        | 6 سبتمبر 1855  | 2 أكتوبر 1861  | 6 سنوات و26 أيام  | فيكتوريا         |               |
| 4           | توماس غور براون                      | ويليام فوكس       | 6 سبتمبر 1855  | 2 أكتوبر 1861  | 6 سنوات و26 أيام  | فيكتوريا         |               |
| 4           | توماس غور براون                      | إدوارد ستافورد    | 6 سبتمبر 1855  | 2 أكتوبر 1861  | 6 سنوات و26 أيام  | فيكتوريا         |               |
| 4           | توماس غور براون                      | ويليام فوكس       | 6 سبتمبر 1855  | 2 أكتوبر 1861  | 6 سنوات و26 أيام  | فيكتوريا         |               |
| (3)         | السير جورج غري                       |                   | 4 ديسمبر 1861  | 5 فبراير 1868  | 6 سنوات و63 أيام  | فيكتوريا         |               |
| (3)         | السير جورج غري                       | ألفرد دوميت       | 4 ديسمبر 1861  | 5 فبراير 1868  | 6 سنوات و63 أيام  | فيكتوريا         |               |
| (3)         | السير جورج غري                       | فريدريك ويتاكر    | 4 ديسمبر 1861  | 5 فبراير 1868  | 6 سنوات و63 أيام  | فيكتوريا         |               |
| (3)         | السير جورج غري                       | فريدريك ويلد      | 4 ديسمبر 1861  | 5 فبراير 1868  | 6 سنوات و63 أيام  | فيكتوريا         |               |
| (3)         | السير جورج غري                       | إدوارد ستافورد    | 4 ديسمبر 1861  | 5 فبراير 1868  | 6 سنوات و63 أيام  | فيكتوريا         |               |
| 5           | السير جورج فيرغسون بوين              |                   | 5 فبراير 1868  | 19 مارس 1873   | 5 سنوات و42 أيام  | فيكتوريا         |               |
| 5           | السير جورج فيرغسون بوين              | ويليام فوكس       | 5 فبراير 1868  | 19 مارس 1873   | 5 سنوات و42 أيام  | فيكتوريا         |               |
| 5           | السير جورج فيرغسون بوين              | إدوارد ستافورد    | 5 فبراير 1868  | 19 مارس 1873   | 5 سنوات و42 أيام  | فيكتوريا         |               |
| 5           | السير جورج فيرغسون بوين              | جورج ووترهاوس     | 5 فبراير 1868  | 19 مارس 1873   | 5 سنوات و42 أيام  | فيكتوريا         |               |
| 5           | السير جورج فيرغسون بوين              | ويليام فوكس       | 5 فبراير 1868  | 19 مارس 1873   | 5 سنوات و42 أيام  | فيكتوريا         |               |
| 6           | السير جيمس فيرغيسون                  |                   | 14 يونيو 1873  | 3 ديسمبر 1874  | 1 سنة و172 أيام   | فيكتوريا         | يوهان فوغل    |
| 7           | جورج فيلبس ماركيس نورمانبي           |                   | 9 يناير 1875   | 21 فبراير 1879 | 4 سنوات و43 أيام  | فيكتوريا         |               |
| 7           | جورج فيلبس ماركيس نورمانبي           | دانيال بولن       | 9 يناير 1875   | 21 فبراير 1879 | 4 سنوات و43 أيام  | فيكتوريا         |               |
| 7           | جورج فيلبس ماركيس نورمانبي           | يوهان فوغل        | 9 يناير 1875   | 21 فبراير 1879 | 4 سنوات و43 أيام  | فيكتوريا         |               |
| 7           | جورج فيلبس ماركيس نورمانبي           | هاري أتكينسون     | 9 يناير 1875   | 21 فبراير 1879 | 4 سنوات و43 أيام  | فيكتوريا         |               |
| 7           | جورج فيلبس ماركيس نورمانبي           | جورج غراي         | 9 يناير 1875   | 21 فبراير 1879 | 4 سنوات و43 أيام  | فيكتوريا         |               |
| 8           | السير هيركليز روبنسون                |                   | 17 أبريل 1879  | 8 سبتمبر 1880  | 1 سنة و144 أيام   | فيكتوريا         |               |
| 8           | السير هيركليز روبنسون                | جون هول           | 17 أبريل 1879  | 8 سبتمبر 1880  | 1 سنة و144 أيام   | فيكتوريا         |               |
| 9           | السير أرثر هاملتون-غوردون            |                   | 29 نوفمبر 1880 | 23 يونيو 1882  | 1 سنة و206 أيام   | فيكتوريا         |               |
| 9           | السير أرثر هاملتون-غوردون            | فريدريك ويتاكر    | 29 نوفمبر 1880 | 23 يونيو 1882  | 1 سنة و206 أيام   | فيكتوريا         |               |
| 10          | السير ويليام جيرفويس                 |                   | 20 يناير 1883  | 22 مارس 1889   | 6 سنوات و61 أيام  | فيكتوريا         |               |
| 10          | السير ويليام جيرفويس                 | هاري أتكينسون     | 20 يناير 1883  | 22 مارس 1889   | 6 سنوات و61 أيام  | فيكتوريا         |               |
| 10          | السير ويليام جيرفويس                 | روبرت ستاوت       | 20 يناير 1883  | 22 مارس 1889   | 6 سنوات و61 أيام  | فيكتوريا         |               |
| 10          | السير ويليام جيرفويس                 | هاري أتكينسون     | 20 يناير 1883  | 22 مارس 1889   | 6 سنوات و61 أيام  | فيكتوريا         |               |
| 10          | السير ويليام جيرفويس                 | روبرت ستاوت       | 20 يناير 1883  | 22 مارس 1889   | 6 سنوات و61 أيام  | فيكتوريا         |               |
| 10          | السير ويليام جيرفويس                 | هاري أتكينسون     | 20 يناير 1883  | 22 مارس 1889   | 6 سنوات و61 أيام  | فيكتوريا         |               |
| 11          | ويليام أونسلو، إيرل أونسلو           |                   | 2 مايو 1889    | 24 فبراير 1892 | 2 سنوات و298 أيام | فيكتوريا         |               |
| 11          | ويليام أونسلو، إيرل أونسلو           | جون بالانس        | 2 مايو 1889    | 24 فبراير 1892 | 2 سنوات و298 أيام | فيكتوريا         |               |
| 12          | ديفيد بويل، إيرل غلاسكو              |                   | 7 يونيو 1892   | 6 فبراير 1897  | 4 سنوات و244 أيام | فيكتوريا         |               |
| 12          | ديفيد بويل، إيرل غلاسكو              |                   | 7 يونيو 1892   | 6 فبراير 1897  | 4 سنوات و244 أيام | فيكتوريا         |               |
| 13          | أوشتر نوكس، إيرل رانفورلي            |                   | 10 أغسطس 1897  | 19 يونيو 1904  | 6 سنوات و314 أيام |                  | ريتشارد سيدون |
| 13          | أوشتر نوكس، إيرل رانفورلي            | إدوارد السابع     | 10 أغسطس 1897  | 19 يونيو 1904  | 6 سنوات و314 أيام |                  | ريتشارد سيدون |
| 14          | ويليام بلانكت، لورد بلانكت           |                   | 20 يونيو 1904  | 8 يونيو 1910   | 5 سنوات و353 أيام |                  |               |
| 14          | ويليام بلانكت، لورد بلانكت           | ويليام هول-جونز   | 20 يونيو 1904  | 8 يونيو 1910   | 5 سنوات و353 أيام |                  |               |
| 14          | ويليام بلانكت، لورد بلانكت           |                   | 20 يونيو 1904  | 8 يونيو 1910   | 5 سنوات و353 أيام |                  |               |
| 14          | ويليام بلانكت، لورد بلانكت           | جوزيف وارد        | 20 يونيو 1904  | 8 يونيو 1910   | 5 سنوات و353 أيام |                  |               |
| 15          | جون ديكسون-بويندر، لورد إسلينغتون    |                   | 22 يونيو 1910  | 2 ديسمبر 1912  | 2 سنوات و163 أيام | جورج الخامس      |               |
| 15          | جون ديكسون-بويندر، لورد إسلينغتون    | توماس ماكنزي      | 22 يونيو 1910  | 2 ديسمبر 1912  | 2 سنوات و163 أيام | جورج الخامس      |               |
| 15          | جون ديكسون-بويندر، لورد إسلينغتون    |                   | 22 يونيو 1910  | 2 ديسمبر 1912  | 2 سنوات و163 أيام | جورج الخامس      |               |
| 16          | أرثر فولجامب، إيرل ليفربول           |                   | 19 ديسمبر 1912 | 27 يونيو 1917  | 4 سنوات و190 أيام |                  | ويليام ماسي   |
| كحاكم عام   |                                      |                   |                |                |                   |                  |               |
| 1           | أرثر فولجامب، إيرل ليفربول           |                   | 28 يونيو 1917  | 7 يوليو 1920   | 3 سنوات و9 أيام   | جورج الخامس      | ويليام ماسي   |
| 2           | جون جيليكو، فيسكونت جيليكو           |                   | 27 سبتمبر 1920 | 26 نوفمبر 1924 | 4 سنوات و60 أيام  | جورج الخامس      | ويليام ماسي   |
| 3           | السير تشارلز فيرغسون                 |                   | 13 ديسمبر 1924 | 8 فبراير 1930  | 5 سنوات و57 أيام  | جورج الخامس      |               |
| 3           | السير تشارلز فيرغسون                 | فرنسيس بيل        | 13 ديسمبر 1924 | 8 فبراير 1930  | 5 سنوات و57 أيام  | جورج الخامس      |               |
| 3           | السير تشارلز فيرغسون                 | غوردون كوتس       | 13 ديسمبر 1924 | 8 فبراير 1930  | 5 سنوات و57 أيام  | جورج الخامس      |               |
| 3           | السير تشارلز فيرغسون                 | جوزيف وارد        | 13 ديسمبر 1924 | 8 فبراير 1930  | 5 سنوات و57 أيام  | جورج الخامس      |               |
| 4           | تشارلز باثورست، لورد بليدسلو         |                   | 19 مارس 1930   | 15 مارس 1935   | 4 سنوات و361 أيام | جورج الخامس      |               |
| 4           | تشارلز باثورست، لورد بليدسلو         | جورج فوربس        | 19 مارس 1930   | 15 مارس 1935   | 4 سنوات و361 أيام | جورج الخامس      |               |
| 5           | جورج مونكتون-أرينديل، فيسكونت غالواي |                   | 12 أبريل 1935  | 3 فبراير 1941  | 5 سنوات و297 أيام |                  |               |
| 5           | جورج مونكتون-أرينديل، فيسكونت غالواي | مايكل جوزيف سافاج | 12 أبريل 1935  | 3 فبراير 1941  | 5 سنوات و297 أيام |                  |               |
| 5           | جورج مونكتون-أرينديل، فيسكونت غالواي | إدوارد الثامن     | 12 أبريل 1935  | 3 فبراير 1941  | 5 سنوات و297 أيام |                  |               |
| 5           | جورج مونكتون-أرينديل، فيسكونت غالواي |                   | 12 أبريل 1935  | 3 فبراير 1941  | 5 سنوات و297 أيام |                  |               |
| 5           | جورج مونكتون-أرينديل، فيسكونت غالواي |                   | 12 أبريل 1935  | 3 فبراير 1941  | 5 سنوات و297 أيام |                  |               |
| 6           | السير سيريل نيوول                    |                   | 22 فبراير 1941 | 19 أبريل 1946  | 5 سنوات و56 أيام  | جورج السادس      | بيتر فرازير   |
| 7           | بيرنارد فريبرغ، لورد فريبرغ          |                   | 17 يونيو 1946  | 15 أغسطس 1952  | 6 سنوات و59 أيام  |                  |               |
| 7           | بيرنارد فريبرغ، لورد فريبرغ          |                   | 17 يونيو 1946  | 15 أغسطس 1952  | 6 سنوات و59 أيام  |                  |               |
| 7           | بيرنارد فريبرغ، لورد فريبرغ          |                   | 17 يونيو 1946  | 15 أغسطس 1952  | 6 سنوات و59 أيام  |                  |               |
| 8           | السير ويلوبي نوري                    |                   | 2 ديسمبر 1952  | 25 يوليو 1957  | 4 سنوات و235 أيام | إليزابيث الثانية | سيدني هولاند  |
| 9           | تشارلز ليتلتون، فيسكونت كوبهام       |                   | 5 سبتمبر 1957  | 13 سبتمبر 1962 | 5 سنوات و8 أيام   | إليزابيث الثانية |               |
| 9           | تشارلز ليتلتون، فيسكونت كوبهام       | كيث هوليوك        | 5 سبتمبر 1957  | 13 سبتمبر 1962 | 5 سنوات و8 أيام   | إليزابيث الثانية |               |
| 9           | تشارلز ليتلتون، فيسكونت كوبهام       | والتر ناش         | 5 سبتمبر 1957  | 13 سبتمبر 1962 | 5 سنوات و8 أيام   | إليزابيث الثانية |               |
| 9           | تشارلز ليتلتون، فيسكونت كوبهام       |                   | 5 سبتمبر 1957  | 13 سبتمبر 1962 | 5 سنوات و8 أيام   | إليزابيث الثانية |               |
| 10          | السير بيرنارد فيرغسون                |                   | 9 نوفمبر 1962  | 20 أكتوبر 1967 | 4 سنوات و345 أيام | إليزابيث الثانية | كيث هوليوك    |
| 11          | السير آرثر بوريت                     |                   | 1 ديسمبر 1967  | 6 سبتمبر 1972  | 4 سنوات و280 أيام | إليزابيث الثانية |               |
| 11          | السير آرثر بوريت                     | جاك مارشال        | 1 ديسمبر 1967  | 6 سبتمبر 1972  | 4 سنوات و280 أيام | إليزابيث الثانية |               |
| 12          | السير دنيس بلونديل                   |                   | 27 سبتمبر 1972 | 5 أكتوبر 1977  | 5 سنوات و8 أيام   | إليزابيث الثانية |               |
| 12          | السير دنيس بلونديل                   | نورمان كيرك       | 27 سبتمبر 1972 | 5 أكتوبر 1977  | 5 سنوات و8 أيام   | إليزابيث الثانية |               |
| 12          | السير دنيس بلونديل                   | بيل رولينغ        | 27 سبتمبر 1972 | 5 أكتوبر 1977  | 5 سنوات و8 أيام   | إليزابيث الثانية |               |
| 12          | السير دنيس بلونديل                   |                   | 27 سبتمبر 1972 | 5 أكتوبر 1977  | 5 سنوات و8 أيام   | إليزابيث الثانية |               |
| 13          | السير كيث هوليوك                     |                   | 26 أكتوبر 1977 | 23 أكتوبر 1980 | 2 سنوات و363 أيام | إليزابيث الثانية | روبرت مولدون  |
| 14          | السير ديفيد بيتي                     |                   | 6 نوفمبر 1980  | 10 نوفمبر 1985 | 5 سنوات و4 أيام   | إليزابيث الثانية |               |
| 14          | السير ديفيد بيتي                     | ديفيد لانج        | 6 نوفمبر 1980  | 10 نوفمبر 1985 | 5 سنوات و4 أيام   | إليزابيث الثانية |               |
| 15          | السير بول ريفس                       |                   | 20 نوفمبر 1985 | 20 نوفمبر 1990 | 5 سنوات و0 أيام   | إليزابيث الثانية |               |
| 15          | السير بول ريفس                       | جيفري بالمر       | 20 نوفمبر 1985 | 20 نوفمبر 1990 | 5 سنوات و0 أيام   | إليزابيث الثانية |               |
| 15          | السير بول ريفس                       | مايك مور          | 20 نوفمبر 1985 | 20 نوفمبر 1990 | 5 سنوات و0 أيام   | إليزابيث الثانية |               |
| 15          | السير بول ريفس                       |                   | 20 نوفمبر 1985 | 20 نوفمبر 1990 | 5 سنوات و0 أيام   | إليزابيث الثانية |               |
| 16          | السيدة كاثرين تيزارد                 |                   | 12 ديسمبر 1990 | 3 مارس 1996    | 5 سنوات و104 أيام | إليزابيث الثانية | جيم بولغر     |
| 17          | السير مايكل هاردي بويز               |                   | 21 مارس 1996   | 21 مارس 2001   | 5 سنوات و0 أيام   | إليزابيث الثانية |               |
| 17          | السير مايكل هاردي بويز               | جيني شيبلي        | 21 مارس 1996   | 21 مارس 2001   | 5 سنوات و0 أيام   | إليزابيث الثانية |               |
| 17          | السير مايكل هاردي بويز               |                   | 21 مارس 1996   | 21 مارس 2001   | 5 سنوات و0 أيام   | إليزابيث الثانية |               |
| 18          | السيدة سيلفيا كارترايت               |                   | 4 أبريل 2001   | 4 أغسطس 2006   | 5 سنوات و122 أيام | إليزابيث الثانية | هيلين كلارك   |
| 19          | السير أناند ساتياناند                |                   | 23 أغسطس 2006  | 23 أغسطس 2011  | 5 سنوات و0 أيام   | إليزابيث الثانية |               |
| 19          | السير أناند ساتياناند                |                   | 23 أغسطس 2006  | 23 أغسطس 2011  | 5 سنوات و0 أيام   | إليزابيث الثانية |               |
| 20          | السير جيري ميتاباري                  |                   | 31 أغسطس 2011  | 31 أغسطس 2016  | 5 سنوات و0 أيام   | إليزابيث الثانية | جون كي        |
| 21          | السيدة باتسي ريدي                    |                   | 28 سبتمبر 2016 | الحالية        | 8 سنوات و294 أيام | إليزابيث الثانية |               |
| 21          | السيدة باتسي ريدي                    | بيل إنجليش        | 28 سبتمبر 2016 | الحالية        | 8 سنوات و294 أيام | إليزابيث الثانية |               |
| 21          | السيدة باتسي ريدي                    | جاسيندا أرديرن    | 28 سبتمبر 2016 | الحالية        | 8 سنوات و294 أيام | إليزابيث الثانية |               |

### مديرًا للحكومة
قد يصبح منصب الحاكم العام شاغرًا في حالة استقالته أو وفاته أو عجزه أو غيابه عن التراب النيوزيلنديّ. يتولى كبير القضاة في حالة غياب الحاكم العام أعماله، مديرًا للحكومة ويعمل على أداء مهام منصب الحاكم العام. يجب على المدير أداء قسم يُشبه القسم الذي يؤديه الحاكم العام قبل تسلّمه للمنصب. يتولى ثاني أرفع قاضي في السلطة القضائيَّة النيوزيلنديَّة دور المدير في حال عدم وجود كبير قضاة في الوقت الذي يغيب فيه الحاكم العام.
كان وزير المستعمرات النيوزيلنديّ في السابق يحلَّ كمدير في الحالات التي غاب فيها الحاكم قبل منح البلاد حقها في حكومة مسؤولة أمام البرلمان في عام 1856.

## الإعفاء
قد يرفع رئيس الوزراء توصية للملكة بإعفاء الحاكم العام. لم تشهد نيوزيلندا في تاريخها حصول إعفاء لأي حاكم عام بناءً على توصية مرفوعة من جانب رئيس الوزراء. ولهذا ليس من الواضح كيف يُمكن للملكة التصرف تجاه هكذا توصية. لا يتفق بعض المحامون الدستوريون مع فكرة اتخاذ الملكة لقرار إعفاء بحق الحاكم العام في هكذا السيناريو. في حين يعتقد آخرون أنَّ الملكة ستُأخِّر من تنفيذ توصية الإعفاء. أمَّا آخرون فيعتقدون أنَّ الملكة ستكون فعليًا مُلزمة بالعمل بتوصية رئيس الوزراء طالما ظل متمتعًا بثقة مجلس النواب، وحتى أنَّ الملكة ستكون فعليًا مُلزمة بالعمل الفوري بتوصية رئيس الوزراء في حال أصدر توصية بالأمر.
اعتبر النقَّاد (مثل الداعين لاعتماد نيوزيلندا للنظام الجمهوريّ) حقيقة تمتع رئيس الوزراء بالقدرة على رفع توصية للملكة بخصوص إعفاء الحاكم العام، أحد العيوب التي تشوب التكوين الدستوري لنيوزيلندا من خلاله منحه الحاكم العام ورئيس الوزراء القدرة على إقالة بعضهما البعض من مناصبهما. رأى هؤلاء أنّ هذا العيب متفاقم نتيجة إحجام العاهل أو ممثليه عن التدخل سياسيًا.
شهدت نيوزيلندا خلال القرن التاسع عشر انقطاع ثلاثة حكام عن مناصبهم قبل انتهاء ولاياتهم قانونًا. أول هؤلاء كان ويليام هوبسون الذي توفي قبل انتهاء مدة ولايته، وروبرت فيتزروي، والسير جورج غراي. حكم هؤلاء الثلاثة أمام المؤسَّسة التي كانت تخضع الحكومة النيوزيلنديَّة حينها للمساءلة من جانبها ألا وهي الحكومة البريطانيَّة التي كانت قادرة على رفع توصية إعفاء بحق الحاكم العام.

## المهام
يمكن تقسيم مهام حاكم عام نيوزيلندا إلى ثلاثة مجالات اختصاص وهي دستوريَّة وشرفيَّة ومجتمعيَّة.

### الدور الدستوري

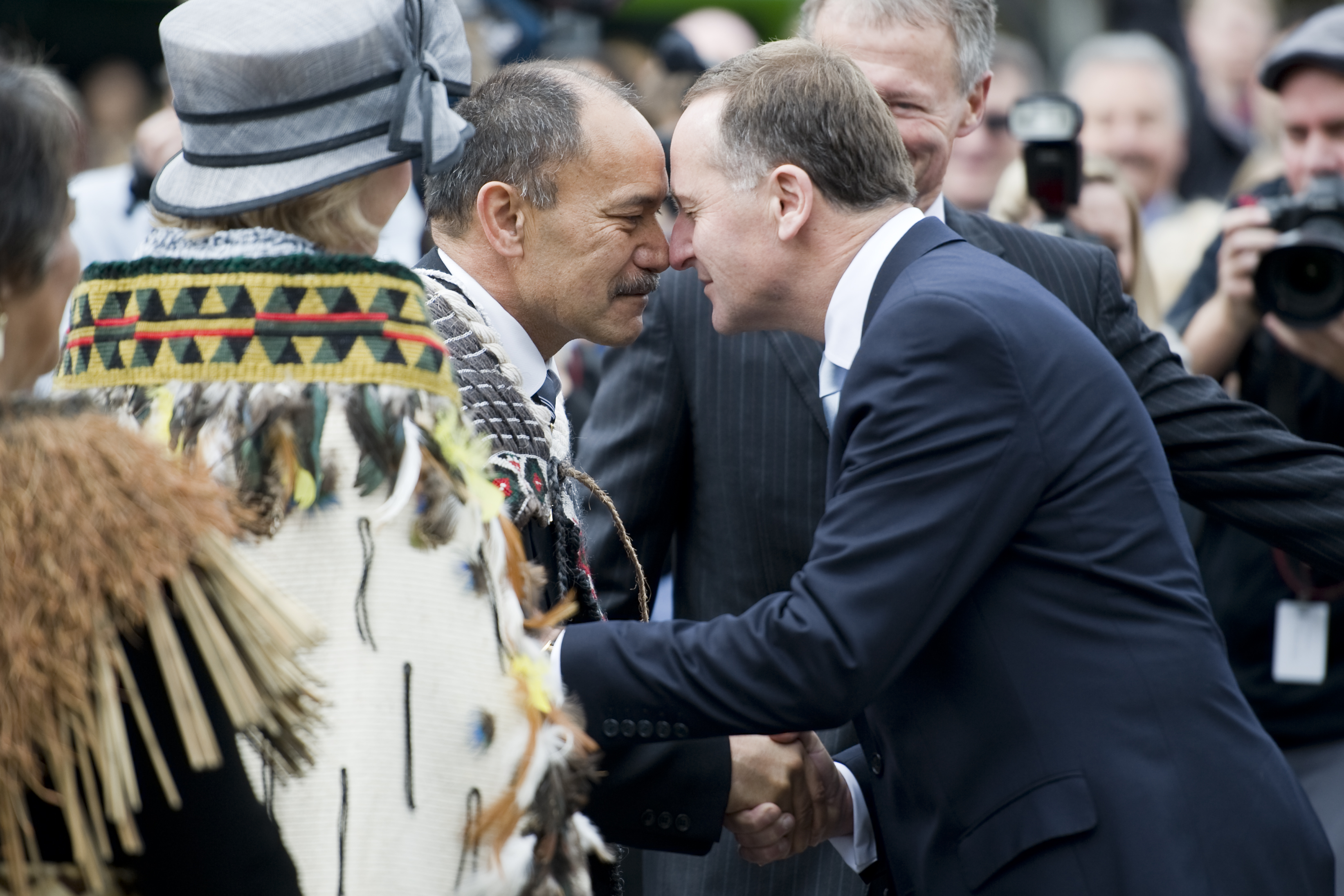
الحاكم العام السير جيري ميتبيري خلال تأديته تحية الهونغي التقليديَّة مع رئيس الوزراء في مراسم تعيينه خارج البرلمان النيوزيلندي بتاريخ 31 أغسطس عام 2011.

ينصّ قانون الدستور لسنة 1986على «إنَّ الحاكم العام الذي يُعيِّنه صاحب السيادة هو مُمثِّل صاحب السيادة في نيوزيلندا». فوِّضت براءة التمليك معظم صلاحيات وسلطة عاهل نيوزيلندا الممنوحة إلى حاكمها العام في عام 1983. يُحدِّد قانون الدستور الواجبات الدستوريَّة الإضافيَّة التي تقع على عاتق الحاكم العام. يتمتع الحاكم العام بمهمة ممارسة الصلاحيات المَلكيَّة من بينها الصلاحيات الاحتياطيَّة بالنيابة عن صاحب السيادة. ومع ذلك يحق للملكة ممارسة صلاحياتها عند تواجدها شخصيًا على الأراضي النيوزيلنديَّة.
| «                               | كل صلاحية ممنوحة للحاكم العام بموجب أي قانون من القوانين هي صلاحية مَلكيَّة يُنفِّذها الحاكم العام بالنيابة عن صاحب السيادة، ويمكن لها وفقًا لذلك أن تُمارس أيضًا من قِبل صاحب السيادية شخصيًا أو من قِبل الحاكم العام. | » |
| — البند الثالث من قانون الدستور | |   |

يُعدّ الحاكم العام رئيسًا تنفيذيًا اسميًا، يمكن له التصرف ضمن قيود الأعراف والسوابق الدستورَّية. تعدّ صلاحيات الحاكم العام في الممارسة العمليَّة محدودة للغاية، وهذا على رغم من أنها واسعة من الناحية النظريَّة حيث تعود معظم الصلاحيات السياسيَّة إلى برلمان نيوزيلندا (الذي يتألَّف من الحاكم العام المقيم في البرلمان ومجلس النواب) من خلال رئيس الوزراء ومجلس الوزراء. يستخدم الحاكم العام عددًا من الصلاحيات المتبقيَّة، ولكن لا يتم هذا في معظم الحالات دون توصية رسميَّة من جانب رئيس الوزراء والوزراء الآخرين. الوزراء هم بدورهم عرضة للمساءلة أمام مجلس النواب المُنتخب ديمقراطيًا من قِبل الشعب (يمكن للحاكم العام رفض إِتِّباع توصية وزاريَّة فقط في حال سحب مجلس النواب للثقة عن رئيس الوزراء). وحتى في حالة تعيين رئيس الوزراء فإن من النادر أن يمارس الحاكم العام أي تقدير قانونيّ. عملًا بما جاء في الأعراف الدستوريَّة غير المُدوَّنة، يجب على الحاكم العام تعيين الشخص الأكثر ترجيحًا بأن يحظى بالتأييد المتواصل من مجلس النواب، يكون هذا الشخص بالعادةً زعيم أكبر حزب داخل في تشكيل الحكومة.

#### الدور في الحكومة التنفيذية

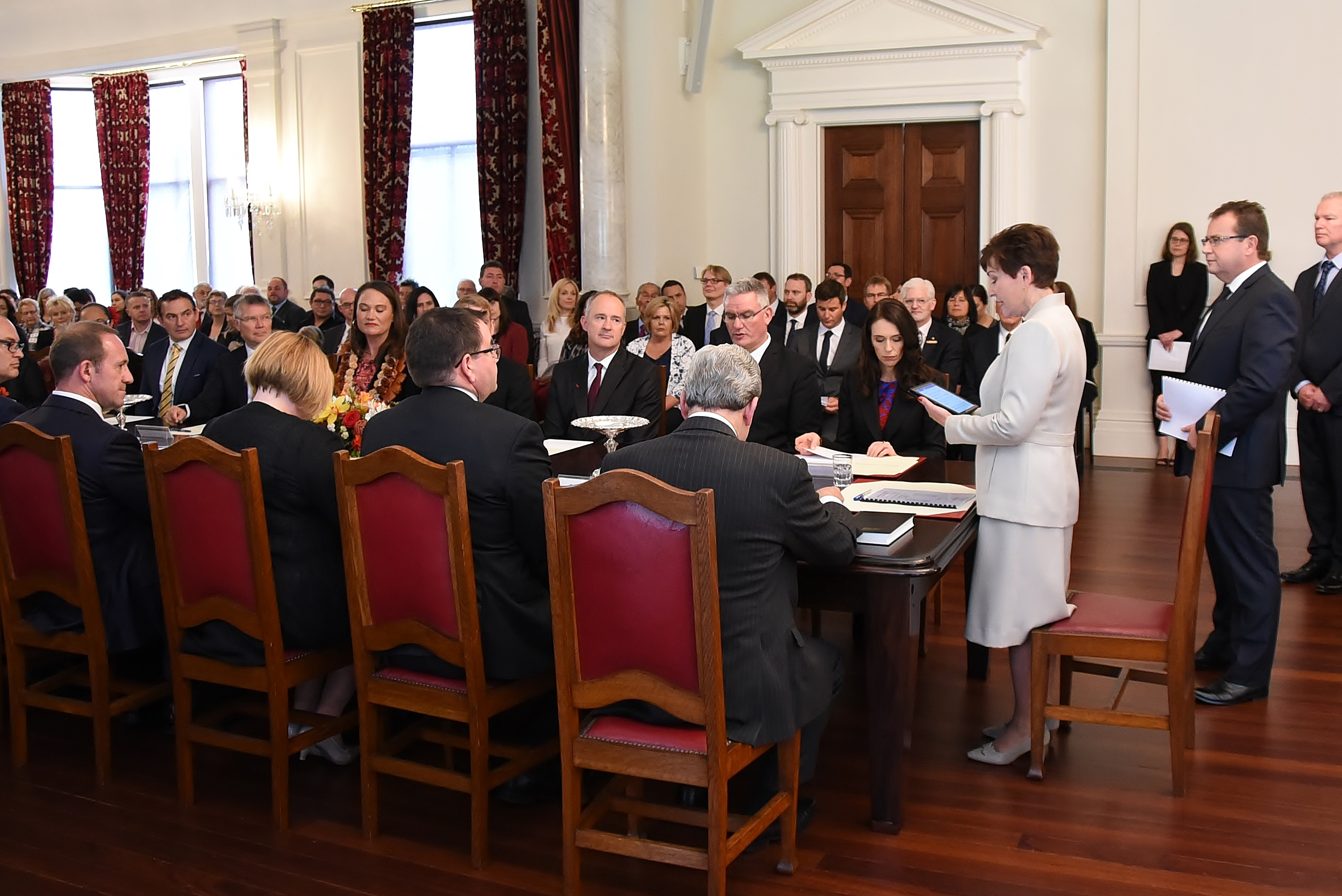
تَرَؤُّس الحاكمة العامَّة لنيوزيلندا السيدة باتسي ريدي لمراسم أدّى القسم القانونيّة لحكومة حزب العمَّال الجديدة بتاريخ 26 أكتوبر عام 2017.

يتولى الحاكم العام تعيين وإقالة الوزراء الأعضاء في مجلس الوزراء وغيرهم من الوزراء ولكن أدائه لهذه المهمة منوط حصرًا بتوصيات رئيس الوزراء. ولذلك فإن رئيس الوزراء هو من يتولى تشكيل مجلس الوزراء وليس للحاكم العام دور يُذكر في ذلك. نظريًا يمكن للحاكم العام إقالة رئيس الوزراء دون الرجوع لأحد، ولكن الأعراف والسوابق القانونيَّة تحظر ذلك.

يرأَّس الحاكم العام المجلس التنفيذي النيوزيلندي ولكنه ليس عضوًا فيه. الغرض من وجود وانعقاد المجلس التنفيذي (المتألَّف من جميع الوزراء) هو تقديم الاستشارة القانونيَّة للقرارات الصادرة عن مجلس الوزراء. المهمة الرئيسيَّة من المجلس التنفيذي هي تقديم الاستشارة الرسميَّة والجماعيَّة للحاكم العام من أجل إصدار «أوامر في المجلس» (مثل إقرار اللوائح وإصدار التعيينات). تقع «الأوامر في المجلس» هذه تحت سلطة «الحاكم العام في المجلس».
| «                               | تحمل كل إشارة إلى الحاكم العام في المجلس ضمن أي قانون أو أي تعبير مشابه، إشارةً إلى تصرف صاحب السيادة بموجب وبناءً على مشورة وموافقة المجلس التنفيذي. | » |
| — البند الثالث من قانون الدستور | |   |

يوجد ختم نيوزيلندا في ذِمّة الحاكم العام لأجل جميع الصكوك الرسميَّة الخاصة بحكومة صاحبة جلالتها في نيوزيلندا.

#### الدور في برلمان نيوزيلندا

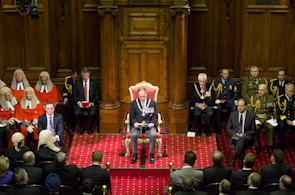
الحاكم العام السير جيري ميتباري خلال قراءته لكلمة من عرشه الخاصّ خلال انعقاد البرلمان في عام 2011.

يُعدّ الحاكم العام مسؤولًا عن دعوة برلمان نيوزيلندا للانعقاد والانفضاض بالنيابة عن الملكة في حال غيابها. تبدأ كل جلسة برلمانيَّة بدعوة الحاكم العام للبرلمان بالانعقاد. يؤشِّر افتتاح البرلمان إلى بدأ جلسة برلمانيَّة جديدة يلقي فيها الحاكم العام «كلمة من العرش» في حجرة المجلس التشريعي، ذاكرًا جدول أعمال الحكومة التشريعيّ. ينذر انفضاض الجلسة بانتهاء ولاية برلمانيَّة (التي لا تتعدى مدتها الثلاثة سنوات)، ويتبع ذلك إجراء انتخابات عامة لجميع مقاعد مجلس النواب. بيدَّ أنَّ هذه الصلاحيات لا تُمارس في الغالبية الساحقة من الحالات دون الرجوع إلى توصية رئيس الوزراء الذي يُحدِّد تاريخ عقد الانتخابات. يمكن للحاكم العام من الناحية النظريَّة أن يرفض فضَّ البرلمان، ولكن الظروف التي يُكفل بموجبها تنفيذ هذا الإجراء ليست واضحة. من الأمكن تبرير هذا في حال خدمت حكومة أقلية لفترة موجزة، وتَرجَّحَ نجاح ائتلاف أو حزب آخر في الحصول على ثقة مجلس النواب.
| ”                  | يميلُ الناس إلى الاعتقاد بأنَّ منصب الحاكم العام ليس ذا أهميةٍ تُذكر، وهو أمرٌ خاطئ، أو أنَّه بمثابة رقيبٍ هامٍ على تجاوزات الحكومة التنفيذيَّة، وهو كذلك أمرٌ خاطئ. | “ |
| —السير جيفري بولمر | |   |

 يحتاج كل مشروع قانون للحصول على الموافقة الملكيَّة قبل أن يصبح قانونًا. يتصرف الحاكم العام بالنيابة عن العاهل. من الناحية النظريَّة يمكن للحاكم العام منح الموافقة الملكيَّة (ما يعني جعل مشروع القانون قانونًا) أو الإحجام عن منحها الموافقة الملكيَّة (ما يعني ممارسة حق النقد تجاه مشروع القانون). ولكن يعدّ هذا الإجراء شكليًا من الناحية العمليَّة حيث تُمنح الموافقة الملكيَّة لجميع مشاريع القرارات دون تمييز بتاتًا، وذلك عملًا بالعرف الدستوري الحديث. يدخل قانونٌ ما حيز التنفيذ بدءًا من تاريخ توقيع الحاكم العام على مشروعه.

#### الصلاحيات الاحتياطية
| ”                                              | تتمتع الملكة بصلاحية تعيينها وإقالتها للوزراء وغيرهم من حاملي المناصب الهامَّة، وعقد وفض البرلمان، والموافقة على مشاريع القوانين التي يُصوِّت عليها مجلس النواب، والموافقة على اللوائح والأوامر التي يرفعها الوزراء من خلال المجلس التنفيذيّ. تُفوِّض الملكة معظم صلاحيتها إلى مُمثِّلها الحاكم العام. في حين تمارس الملكة ومُمثِّلها هذه الصلاحيات كشأن قانوني، وكشأن عرفي، فإنَّ كِلا الملكة والحاكم العام يتصرفان بناءً على توصية الحكومة المنتخبة ديمقراطيًا، في جميع الظروف الأكثر استثنائيَّة. | “ |
| —الحاكمة العامة السابقة السيدة سيلفيا كارترايت | |   |

يتصرف الحاكم العام بناءً على توصية رئيس الوزراء عدا في حال سحب مجلس النواب للثقة عن الأخير. توجد مجموعة مما يُعرف باسم الصلاحيات الاحتياطيَّة. تتضمن هذه الصلاحيات القدرة على:
- فض أو إرجاء البرلمان
- تعيين أو إقالة رئيس الوزراء
- رفض طلب رئيس الوزراء بالفض
- رفض منح الموافقة على التشريع.[47][64]

ما يزال موضوع ممارسة الصلاحيات المذكورة أعلاه موضع نقاش متواصل. يعتقد العديد من المُعلِّقين الدستوريين بعدم تمتع الحاكم العام (أو صاحب السيادة) بالصلاحية التي تُخوِّلهم من رفض منح الموافقة الملكيَّة أو الموافقة على التشريعات حيث يعتبر أستاذ القانون السابق ورئيس الوزراء السير جيفري بالمر وماثيو بالمر أنَّ أي رفض لمنح الموافقة الملكيَّة سيتسبب بنشوب أزمة دستوريَّة. في حين يعتقد بعض المحامين الدستوريين من أمثال الأستاذ فيليب جوزيف بأنَّ الحاكم العام يحتفظ بصلاحية رفض منح الموافقة المَلكيَّة لمشاريع القوانين في حالة وقوع ظروف استثنائيَّة مثل إلغاء الديمقراطيَّة.
كغيرها من دول الكومنولث، لا تُعدّ ممارسة الحاكم العام للامتياز الملكي بموجب الصلاحيات الاحتياطية مشمولةً بالتقاضي، ما يعني أنَّه لا يمكن الطعن فيها عبر المراجعة القضائيَّة، على عكس قرارات الأعضاء الآخرين في السلطة التنفيذيَّة مثل رئيس الوزراء.

#### امتياز الرحمة
كما يُمارس الحاكم العام دور إصدار امتياز الرحمة الملكيّ، وهو عبارة عن حق ملكيّ قديم للأشخاص المُدانين الذين يلتمسون النظر في قضيتهم حين يزعمون بوقوع ظلم كان قد أصابهم. يمكن أن يُمارس امتياز الرحمة في الحالات التي يدَّعي فيها الشخص إدانته أو الحكم عليه بالخطأ.
يتصرف الحاكم العام بناءً على توصية وزير العدل. يتمتع الحاكم العام بصلاحية منح العفو، وإرجاع قضية الشخص إلى المحكمة بموجب القسم 406 من قانون الجريمة لسنة 1961، ولتخفيف عقوبة الشخص. تنظر المحكمة في قضية شخص أُعِيدت إليها بنفس الطريقة التي تسمع فيها إلى استئناف في قضية ما. ومن ثم تُقدِّم المحكمة توصياتها للحاكم العام بشأن كيفية المتابعة والتصرف. في عام 2000، مُنِح ديفيد بين استئنافًا مشابهًا حوَّلت قضيته إلى محكمة الاستئناف التي استأنفت بدورها القضية لمجلس الملك الخاص.

### الدور الشرفي

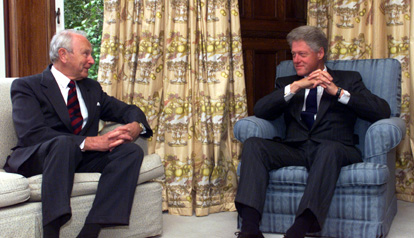
الحاكم العام السير مايكل هاردي بويز يستقبل رئيس الولايات المتحدة بيل كلينتون في دار الحكومة بالعاصمة ويلينغتون بتاريخ 11 سبتمبر عام 1999.

نظرًا لاستئثار مجلس الوزراء بمعظم المهام الدستوريَّة فعليًا، فإنَّ الحاكم العام يأخذ على عاتقه ممارسة دور تمثيليّ وشرفيّ على وجه خاصٍ. ترجع مدى شمولية وطبيعة هذا الدور إلى التوقعات الموضوعة في وقتها، والشخص الذي كان يشغل المنصب حينها، ورغبات الحكومة أو الحكومات التي عاصرها الحاكم العام، فضلًا عن سمعة الشخص في المجتمع الأكبر. قد يقع على عاتق الحاكم العام استضافة الملكة، أو أفراد العائلة المالكة، بالإضافة إلى ملوك ورؤساء الدول الأجانب. كما أنَّه يُمثِّل نيوزيلندا في الزيارات الرسميَّة إلى الدول الأخرى. يقوم كل حاكم عام بإجراء زيارة واحدة على الأقل خلال فترة ولايتهم لواحدة من الدول الأخرى الواقعة ضمن تبعات نيوزيلندا الملكيَّة ألا وهي نييوي، وجزر كوك، وتوكلو، ومنطقة روس. ويصدر الحاكم العام أوراق التفويض الخاصَّة بالسفراء والقناصل النيوزيلنديين كجزء من الدور الذي يؤديه من ناحية العلاقات الخارجيَّة بموجب ما جاء في براءة التمليك.
ازداد قدر الاحترام والامتيازات التي أصبح ينالها الحاكم العام بما يعادل ذلك الذي يحظى به رؤساء الدول. ويُلاحظ هذا تحديدًا عند قيام الحاكم العام بزيارات للدول الأخرى، ومبادرة رؤساء هذه الدول لاستقباله فيها.
كما يُعدّ الحاكم العام رسميًا القائد الأعلى للقوات المُسلَّحة بموجب ما تنصّ عليه كل من براءة التمليك، وقانون الدفاع لسنة 1990. يشمل هذا المنصب من الناحية الفنيَّة، إصدار الأوامر للقوات النيوزيلنديَّة، ولكن عادةً ما يقوم الحاكم العام بالتصرف بعد الأخذ بتوجيهات الوزراء المعنيين. فعليًا فإنَّ القائد الأعلى للقوات المُسلَّحة هو دور شرفي لا أكثر حيث يقوم الحاكم العام مثلًا بإجراء زيارات للقواعد العسكريَّة في داخل نيوزيلندا وخارجها، والمشاركة في الاحتفالات العسكريَّة، وتفقد عودة وانطلاق القوات من وإلى ساحة القتال، وتشجيع التميز ورفع الروح المعنويَّة في صفوف القوات المُسلَّحة.

### الدور المجتمعي
يؤدّي الحاكم العام دور القائد من الناحية المجتمعيَّة. دائمًا ما يرعى المتعاقبون على المنصب من الحكام العامين العديد منظَّمات الخيريَّة، والخدميَّة، والرياضيَّة، والثقافيَّة. مبادرة الحاكم العام إلى رعاية مُنظَّمة معينة تُؤشر عمومًا إلى استحقاق هذه المنظَّمة لدعم أكبر. يتبع هذا تقليد رعاية الملوك البريطانيين لجهات وأشخاص مُحدَّدين. بيدَّ أنَّ ممارسة إصدار تفويضات أوقِفَت في نيوزيلندا. أسَّس أو دعم بعض الحكام وأزواجهم منظمات خيريَّة جديدة. فمثلًا أسَّس اللورد بلانكيت وزوجته الليدي فيكتوريا في مطلع تسعينيات القرن العشرين جمعيَّة على اسمهما. كان العديد من الحكام وبعدها الحكام العامين حتى أواخر القرن العشرين أعضاءً برتبة سيد أكبر في تنظيم البنائين الأحرار (الماسونيين) حيث قام هؤلاء الحكام بزيارات للمحافل كجزء من جولاتهم في البلاد. كما ارتبط الحاكم العام بعلاقة طويلة مع وسام القديس يوحنا.
تحمل العديد من المهام المجتمعيَّة للحاكم العام بُعدًا شرفيًا مثل حضور فعاليات افتتاح المباني الجديدة، وإلقاء الخطابات الافتتاحيَّة للمؤتمرات، وإطلاق فعاليات خاصّة وما إلى ذلك. يخصص الحاكم العام قسطًا كبيرًا من وقت عملهم في حضور الولائم والاستقبالات الرسميَّة، وإجراء الزيارات الرسميَّة واستضافتها، ولقاء المجموعات الشرفيَّة، ومنح الأوسمة والميداليات. وفضلًا عن حضور الحاكم العام للفعاليات العامّة، فإنَّه يقوم كذلك باستضافة العديد من المهام المجتمعيَّة في دار الحكومة الواقع بالعاصمة ويلينغتون مثل تلك الخاصّة بالاحتفال بيوم وايتانغي. يحضر هذه الفعاليات ما يزيد عن الخمسة عشر ألف شخص في السنين العاديّة بحسب ما ذكره الموقع الرسمي للحاكم العام.
وبدايةً من عام 2009، أصبح الحاكم العام يُصدر رسالة على رأس كل سنة للفت أنظار النيوزيلنديين إلى ما قد تجول في خواطرهم حول السنة الماضية وما يصاحبها من تطلعات للعام الجديد.

## الراتب والمزايا

### التكاليف

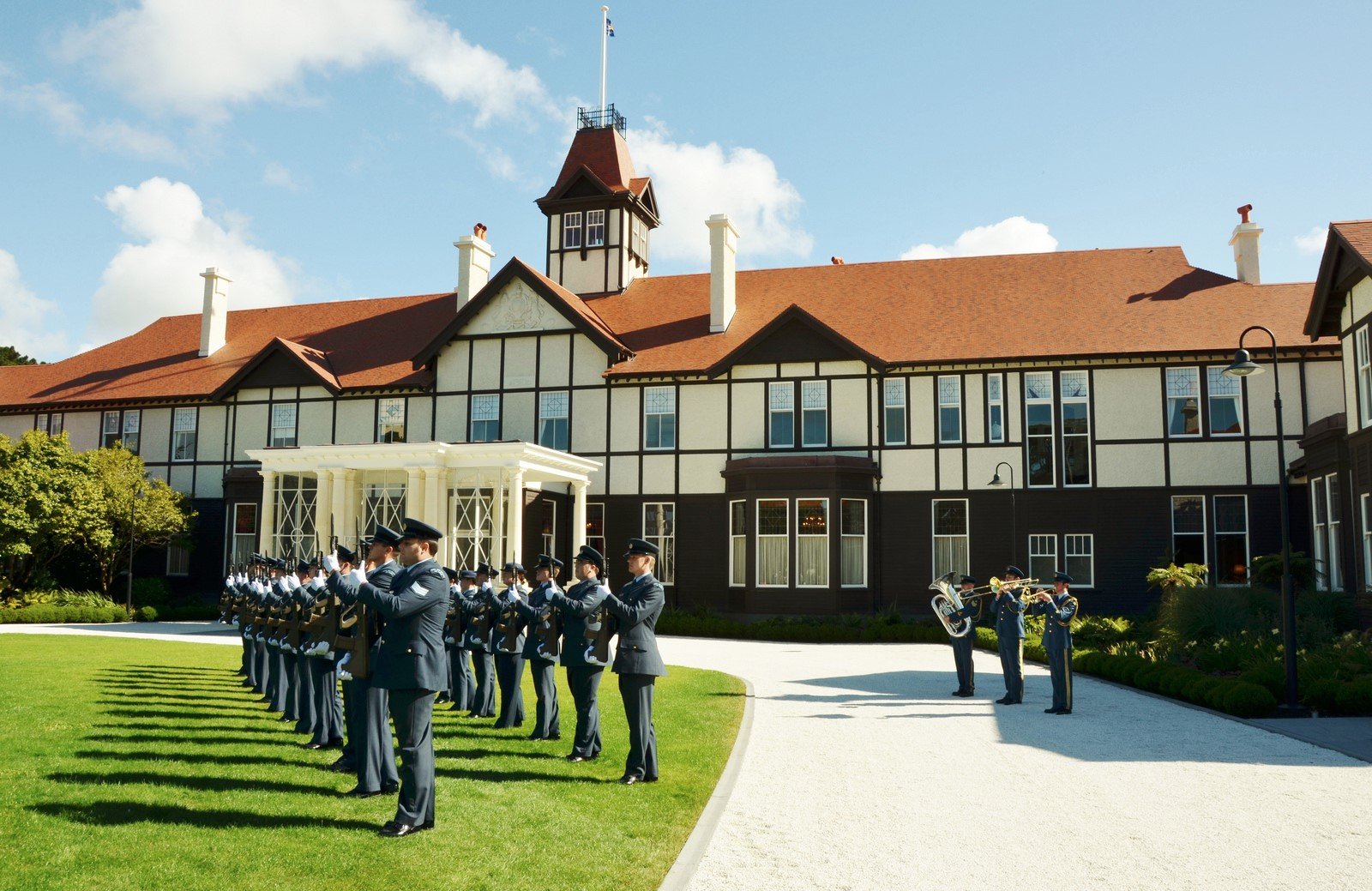
يُعدّ دار الحكومة في العاصمة النيوزيلنديَّة ويلينغتون مقر السكن الأساسي للحاكم العام.

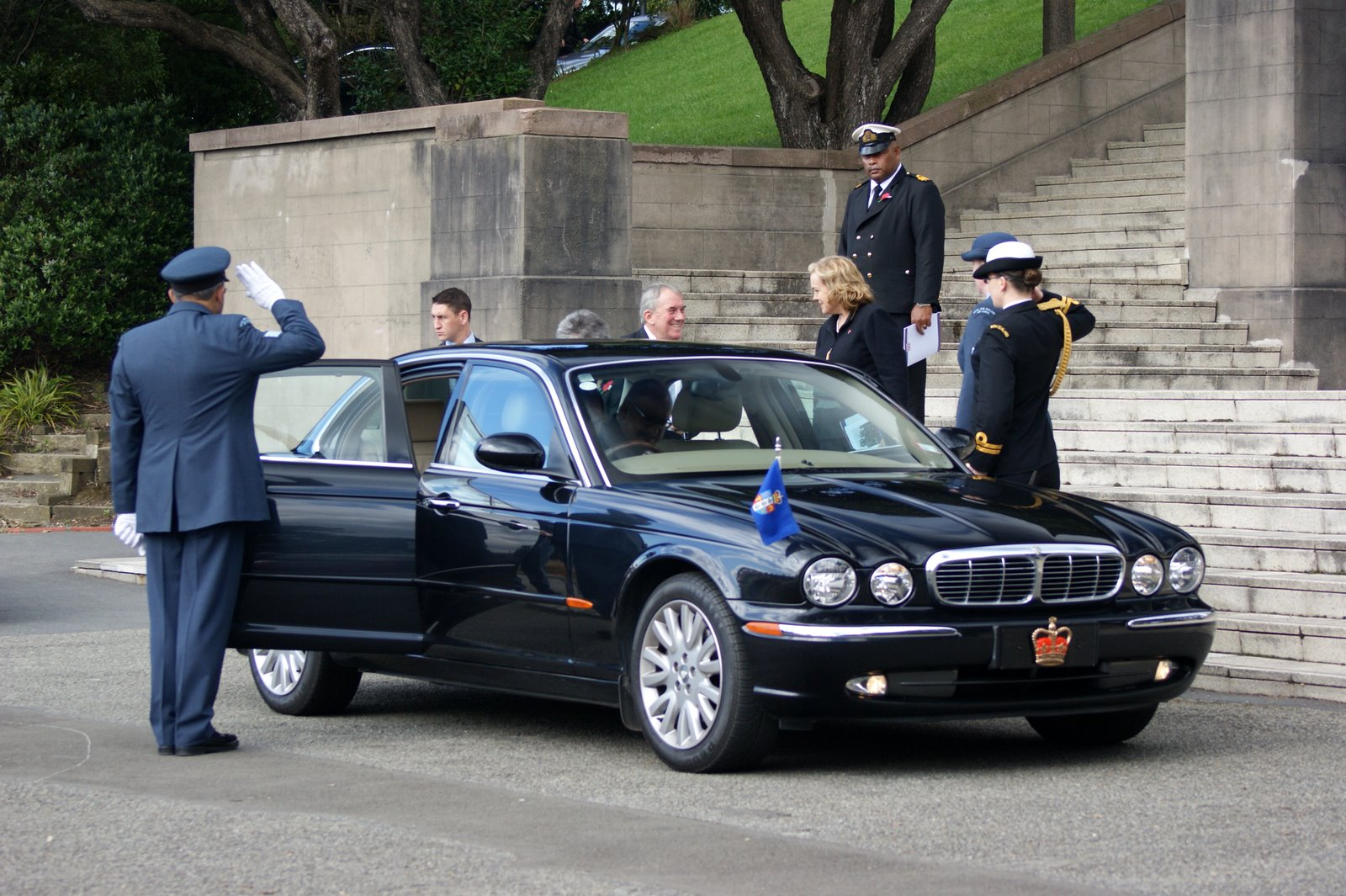
المركبة الرئيسيَّة الخاصّة بدار الحكومة عام 2010. تتمتَّع مركبة الحاكم العام باستثناء هو الوحيد من نوعه في البلاد يُمكِّنها من السير على الطرقات دون الحاجة إلى لوحة مركبة خلال تنقلاتها.

تتحمل الحكومة النيوزيلنديَّة جميع النفقات والتكاليف المُرتبطة بنشاطات الحاكم العام. يذكر موقع منظَّمة المَلكية النيوزيلنديَّة أنَّ «الرقم يعادل نحو دولار واحد لكل فرد سنويًا»، أو ما تبلغ قيمته نحو 4.3 مليون دولار سنويًا. خلص تحليل أجرته منظَّمة جمهورية نيوزيلندا على ميزانية سنة 2010 أنَّ مكتب الحاكم العام يكلِّف دافعي الضرائب النيوزيلنديين حوالي 7.6 مليون دولار من النفقات الجاريَّة، وحوالي 11 مليون دولار من التحديثات التي صُرِفت على دار الحكومة، وهو ما مجموعه 18.6 مليون دولار. يختلف موقع المَلكية النيوزيلنديَّة حول دقة هذه الأرقام التي يدَّعي أن منظَّمة الجمهورية النيوزيلنديَّة «ضخَّمت من تكاليف الحاكم العام على نحوٍ اعتباطيّ».

### الراتب
بلغ راتب الحاكم العام لنيوزيلندا اعتبارًا من عام 2016 ما قيمته 354 ألف دولار نيوزيلندي، ويخضع هذا المبلغ إلى ضريبة دخل منذ عام 2010. كان القانون الذي نظَّم أمر راتب الحاكم العام حتى نهاية ولاية السير أنارد ساتياناند هو قانون القائمة المدنيَّة لسنة 1979، وبعدها بدءًا من ولاية السير جيري ميتبيراي، أصبح يندرج تحديد الراتب بموجب ما نصَّت عليه أحكام قانون الحاكم العام لسنة 2010.

### المسكن والإقامة
مركز الإقامة الرئيسيّ لحاكم عام نيوزيلندا هو دار الحكومة الواقع في ويلينغتون، ويوجد موقع إقامة آخر جانبي في الشمال بأوكلاند. أغلقَ دار الحكومة بويلينغتون أبوابه في شهر أكتوبر عام 2008 على خلفية المباشرة بأعمال مشروع تجديد وحفظ ضخم بلغت قيمته 44 مليون دولار. عاد دار الحكومة ليفتتح أبوابه من جديد في شهر مارس عام 2011. وفي نوفمبر عام 2012، افتتح الأمير تشارلز مركزًا خاصًّا بالزوار يقع ضمن مبنى دار الحكومة احتفالًا باليوبيل الماسيّ للملكة إليزابيث الثانيَّة.
تعمل هيئة خاصّة على مساعدة الحاكم العام في تنفيذ الواجبات الدستوريَّة والشرفيَّة ويديرها مساعد رسمي للحاكم العام. يُعدّ جميع العاملين لدى الحاكم العام موظفين حكوميين يتبعون لوزارة شؤون رئيس الوزراء ومجلس الوزراء.

### النقل
عملت الحكومة النيوزيلنديَّة منذ ستينيات القرن العشرين على تأمين سيارة رسميَّة خاصّة بالحاكم العام يسافر الحاكم فيها خلال أدائهم لمهامهم الرسميَّة. كما تُستخدم ذات العربة في نقل مسؤولي الدولة الآخرين، فضلًا عن الوفود الزائرة، والملوك. يظهر على العربة الرسميَّة الخاصّة بالحاكم العام تمثيل لتاج القديس إدوارد بدلًا من لوحة رسميَّة معياريَّة. السيارة الحاليَّة هي سيارة فارهة من نوع بي إم دبليو الفئة السابعة. وكانت السيارة التي قبلها من نوع جاغوار إكس جي 8، اشترتها الحكومة عام 2003 بنحو 160 ألف دولار نيوزيلندي قبل مبيعها في مزاد بشهر أغسطس عام 2011.

### الرموز

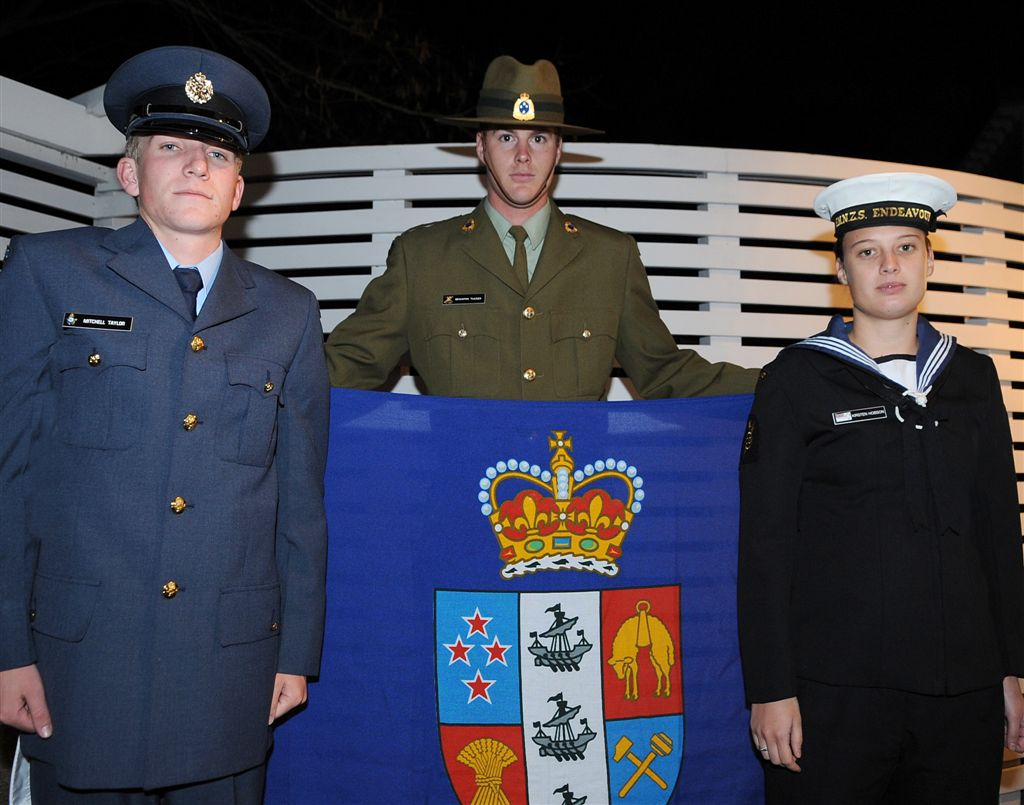
شبان عسكريين يحملون العلم الخاصّ بالحاكم العام. أُسدِلَ هذا العلم لأول مرة بتاريخ 5 يونيو عام 2008.

يمكن رفع العلم الخاص بالحاكم العام من المركبة التي يُسافر فيها الحاكم العام أو من المبنى الذي يتواجد فيه الحاكم العام أو يقيم به. اُعتمِدَ العلم الخاص بالحاكم العام في شكله الحالي عام 2008. يتألف العلم من خلفية زرقاء عليها الترس الخاصّ بشعار نيوزيلندا، ويعلوه تاج في المنتصف. يأخذ العلم من الناحية البروتوكوليَّة الأسبقية على العلم الوطني، ولكن يستخدم العلم الوطني لتمثيل الحضور الرسمي للحاكم العام عند قيام الأخير بزيارات إلى خارج البلاد. يُنَكّس العلم الوطني عند وفاة حاكم عام سابق أو حالي.
يتطابق تصميم العلم الخاصّ بالحاكم العام (الذي يتوسطه ترس فوقه تاج) مع الشعار الذي يُزيِّن طوْق عنقِ وسام استحقاق نيوزيلندا، والذي لا يمكن لأحد ارتدائه سوى الملكة والحاكم العام.
تُستخدم تحيّة خاصّة تتألف من أول ستة خانات من نشيد «فليحفظ الله الملكة» باللغة الإنجليزية، من أجل تحيّة الحاكم العام عند لحظتي وصوله ورحيله في الفعاليات الرسميَّة.

### الأسبقية والألقاب
يأتي الحاكم العام في المرتبة الثانية مباشرةً بعد صاحب العاهل (صاحب السيادة) بحسب تراتب الأسبقية الرسمي الخاصّ بنيوزيلندا. ويُشار رسميًا إلى الحاكم العام والشريك الزوجي الخاص بـ«معالي السيد» أو «معالي السيدة» خلال فترة ولاية الحاكم العام. يحتفظ الحاكم العام بلقب «معالي الشريف» مدى الحياة منذ لحظة توليه لمنصبه. أصبح يحق للذين شغلوا منصب الحاكم العام استخدام لقب «الشريف» في حال لم يكن يحق لهم استخدامه بالأصل.
من ضمن ما يستخدمه الحاكم العام حين يكون في منصبه لقب «المستشار والفارس الأول» ولقب «الرفيق الأول لرتبة خدمة الملكة». يُلقَّب الحاكم بـ«السير» إذا كان رجلًا، وتُلقَّب بـ«السيدة» إذا كانت امرأة.

### الزي الرسمي

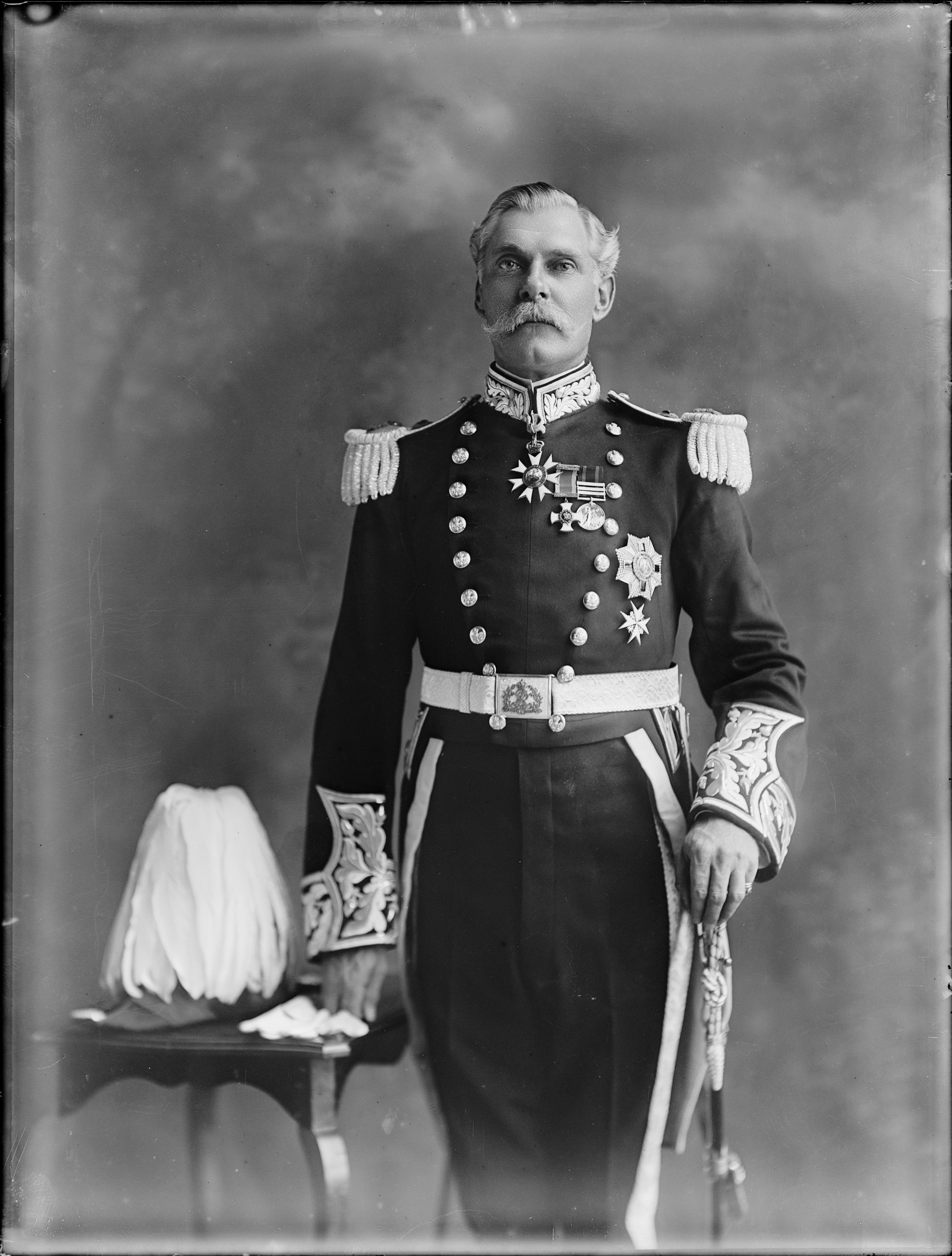
اللورد إسلينغتون بالزي الرسمي التقليدي.

يُخصَّص للحاكم العام زي رسمي يقوم بارتدائه في المناسبات الشرفيَّة. يتألَّف هذا الزي من معطف صوفي قصير له صفين من الأزرار، ولونه أزرق داكن، تزيِّنهُ ورقة بلوط فضيَّة وورقة سرخس مُطرَّزة على الياقة والكمين الذين تزينهما أزرار فضيَّة عليها رمز الشعار الملكيّ. أمَّا الكتفيتين (النسيج المقصَّب على كتفي السترة) فحوافهما مُذهبتين، والبنطال لونه أزرق داكن. كما توجد نسخة استوائيَّة من الزي مصنوعة من الصوف الاستوائيّ الأبيض، ومنسَّقة على هيئة عسكريَّة، ويأتي معها خوذة يعلوها الريش.
توقف ارتداء هذا الزي منذ ثمانينات القرن العشرين. كان السبب في بادئ الأمر أنَّ السير بول ريفس اختار عدم ارتداء زي عسكري بداعي خلفيته كرجل دين. كما تُخلِّي عن الزي التقليديّ بسبب دلالاته التي تُذكِّر بالعهد الاستعماريّ. أمَّا في يومنا هذا فسرت العادة على ارتداء الحاكم العام عند مشاركته في المناسبات الشرفيَّة والحالات العادية لسترة بدلات سوداء اللون مع بنطال رسميّ للرجال أو طقم رسمي للنساء (أو زيهم العسكري في حالوا كانوا عسكريين). ما زال الزي غير الشرفي يُستخدم ولو نادرًا مثل عند زيارة الحاكم العام للقواعد العسكريَّة.

## وصلات خارجية
- الموقع الرسمي لمكتب حاكم عام نيوزيلندا (بالإنجليزية)
- تاريخ منصب الحاكم العام لنيوزيلندا (بالإنجليزية)